# San Jerónimo, San Martín Hidalgo
San Jerónimo är en ort i Mexiko.   Den ligger i kommunen San Martín Hidalgo och delstaten Jalisco, i den centrala delen av landet, 500 km väster om huvudstaden Mexico City. San Jerónimo ligger 1 465 meter över havet och antalet invånare är 355.
Terrängen runt San Jerónimo är kuperad åt sydväst, men åt nordost är den platt. Runt San Jerónimo är det ganska tätbefolkat, med 70 invånare per kvadratkilometer. Närmaste större samhälle är Ameca, 17,0 km norr om San Jerónimo. Trakten runt San Jerónimo består till största delen av jordbruksmark.